# Jax Jones

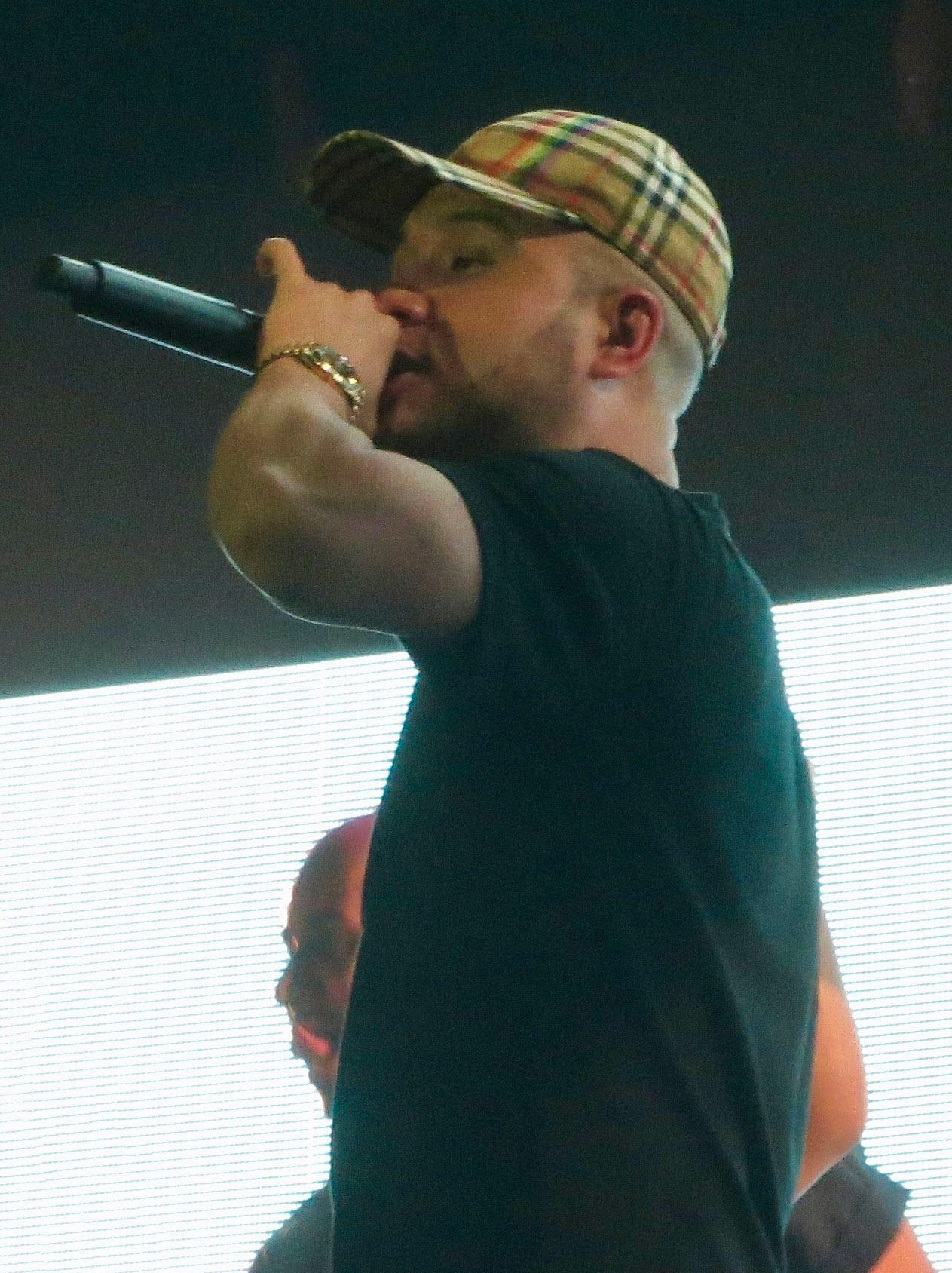
Jax Jones (2019)

Jax Jones (* 25. Juli 1987 in London; eigentlich Timucin Fabian Kwong Wah Aluo) ist ein englischer DJ aus London.

## Karriere
Timucin Aluo wurde als Sohn eines türkischen Vaters und einer malaysischen Mutter geboren. Er wuchs ursprünglich mit Rap, Gospel und Afrobeat auf und begann seine musikalische Karriere unter dem Künstlernamen Jax Jones als Hip-Hop-Produzent. 2014 traf er den House-DJ Duke Dumont und entdeckte das Genre für sich. Gemeinsam schrieben sie und nahmen den Song I Got U auf, der Whitney Houstons Hit My Love Is Your Love sampelt und der zweite Nummer-eins-Hit für Dumont war und mit Platin ausgezeichnet wurde. Bei den Grammy Awards 2015 wurde das Lied für eine Auszeichnung als beste Dance-Aufnahme nominiert.
Seine erste eigene Single Yeah Yeah Yeah veröffentlichte Jax Jones 2015. Im Jahr darauf kam er mit House Work erstmals in die britischen Charts. Unterstützt wurde er dabei vom Sänger MNEK und dem US-amerikanischen DJ Mike Dunn. Der Durchbruch kam Ende 2016 mit der Single You Don’t Know Me mit der Sängerin Raye. In Großbritannien erreichte das Lied Platz 3 und bekam eine Goldauszeichnung. Und Anfang 2017 kam es auch in anderen europäischen Ländern und Australien in die Charts.
Darüber hinaus ist Jones auch als Songwriter und Produzent für andere tätig und schrieb unter anderem am Top-10-Hit Can We Dance der Vamps und an Ocean Drive von Duke Dumont und Text from Your Ex von Tinie Tempah mit. Außerdem machte er Remixe unter anderem für Ellie Goulding und Charli XCX.

## Privates
Er ist seit 2017 verheiratet. 2020 wurden er und seine Frau Eltern eines Mädchens.

## Diskografie
Studioalben

| Jahr | Titel Musiklabel                 | Höchstplatzierung, Gesamtwochen, AuszeichnungChartplatzierungen (Jahr, Titel, Musiklabel, Platzierungen, Wochen, Auszeichnungen, Anmerkungen) | Höchstplatzierung, Gesamtwochen, AuszeichnungChartplatzierungen (Jahr, Titel, Musiklabel, Platzierungen, Wochen, Auszeichnungen, Anmerkungen) | Höchstplatzierung, Gesamtwochen, AuszeichnungChartplatzierungen (Jahr, Titel, Musiklabel, Platzierungen, Wochen, Auszeichnungen, Anmerkungen) | Höchstplatzierung, Gesamtwochen, AuszeichnungChartplatzierungen (Jahr, Titel, Musiklabel, Platzierungen, Wochen, Auszeichnungen, Anmerkungen) | Höchstplatzierung, Gesamtwochen, AuszeichnungChartplatzierungen (Jahr, Titel, Musiklabel, Platzierungen, Wochen, Auszeichnungen, Anmerkungen) | Anmerkungen                                                                                       |
| Jahr | Titel Musiklabel                 | DE | AT | CH | UK | Dance | Anmerkungen                                                                                       |
| ---- | -------------------------------- | --- | --- | --- | --- | --- | ------------------------------------------------------------------------------------------------- |
| 2019 | Snacks (Supersize) Polydor (UMG) | — | — | — | UK*UK | Dance12 (5 Wo.)Dance | Erstveröffentlichung: 6. September 2019 * Snacks-Erweiterung; Verkäufe werden der EP hinzuaddiert |